# Tsvetnoi (Remóntnoie)
|  | Per a altres significats, vegeu «Tsvetnoi». |

Tsvetnoi (en rus: Цветной) és un poble (un khútor) de l'óblast de Rostov, a Rússia, que en el cens del 2010 tenia 57 habitants, pertany al districte de Remóntnoie.